# Michael Angelo Covino
Michael Angelo Covino est un réalisateur, producteur et acteur américain né en 1984 à Mount Kisco.

## Biographie
Michael Angelo Covino commence sa carrière comme producteur, acteur et réalisateur de courts métrages. Il tourne ensuite The Climb, adapté du court métrage éponyme présenté au Festival du film de Sundance en 2018. Ce premier long métrage de fiction est distingué en 2019 par le Coup de Cœur du Jury de la section Un certain regard au Festival de Cannes et le Prix du jury du Festival de Deauville.
Il est membre du jury Un certain regard lors du Festival de Cannes 2021.

## Filmographie

### Réalisateur

#### Courts métrages
- 2007 : One Night Stand
- 2008 : The Liberation of Teddy Wendin
- 2010 : Surprise Surprise
- 2018 : The Climb

#### Long métrage
- 2019 : The Climb
- 2024 : Riff Raff
- 2025 : Libre échange (Splitsville)

### Acteur
- 2019 : The Climb : Mike
- 2020 : La Mission (News of the World) de Paul Greengrass : Almay